# Odile Montavon
Odile Montavon (* 1949) ist eine Schweizer Politikerin (CS). Sie war von 1993 bis 1994 als erste Frau Ministerin des Kantons Jura.

## Leben
Odile Montavon ist die Tochter von Madeleine geborene Corfu und Edgar Fricker, der von 1952 bis 1978 die Condor-Werke leitete. Sie studierte Pharmazie an den Universitäten Basel und Genf. Danach wurde sie Apothekerin in Delsberg.
Montavon zog 1986 als Nachrückerin für die «linksgrüne Gruppierung» Combat socialiste (CS) in das jurassische Parlament ein. Von 1989 bis 1993 und 1998 bis 2002 war sie gewähltes Mitglied der Versammlung. Sie war zudem Stadträtin (Legislative) in Delsberg.
Als Nachfolgerin von Bildungsminister Gaston Brahier wurde Odile Montavon bei den Ergänzungswahlen am 27. Juni 1993 als erste Frau in die Regierung des Kantons Jura gewählt. Im Herbst 1994 wurde sie nicht wiedergewählt.  Bei den Regierungsratswahlen im Oktober 1990 war sie im zweiten Wahlgang gescheitert, da ihr die Sozialdemokraten (PS) die Unterstützung entzogen, um ihren Kandidaten François Mertenat durchzusetzen.
Im Jahr 1996 wurde Montavon Präsidentin der Nichtregierungsorganisation Pax Christi Schweiz.